# Тзавелас, Ламброс
Ламброс Тзавелас (греч.  Λάμπρος  Τζαβέλας; 1745, Сули, Эпир — 1792, Сули) — известный греческий военачальник конца XVIII века.

## Биография

Смерть Ламброса Тзавеласа, копия картины Липпарини, Людовико, Национальный исторический музей, Афины

Ламброс Тзавелас родился в 1745 году в Сули и стал по наследству главой самого известного и сильного тогда военного клана сулиотов. Был женат на известной в греческой историографии Мосхо Тзавела (греч. Μόσχω Τζαβέλα, 1760—1803).
Жители Сули десятилетиями, с оружием в руках, защищали свою автономию и к этому времени отразили 8 походов турок и албанцев. Когда Али-паша Тепеленский утвердился в городе Янина и взял под контроль Эпир, покорение Сули стало одной из основных его целей.
В 1791 году Али лично, во главе 3 тыс. албанцев и турок, совершил первую попытку взять Сули. Сулиоты, под командованием Ламброса Тзавеласа, отразили атаку и преследовали Али вплоть до равнины Янина. Али потерял убитыми 2 тыс. человек, из 3 тыс., с которыми он предпринял атаку.
Весной 1792 года, воспользовавшись окончанием русско-турецкой войны , Али решил действовать. Чтобы ослабить сулиотов, Али обратился к кланам Боцарис и Тзавелас с просьбой послать бойцов для похода на город Аргирокастро, Северный Эпир. Сулиоты, не доверяя Али-паше, но в надежде продлить мирный период, послали к Али в Янина только 70 бойцов, которых возглавлял Ламброс Тзавелас со своим сыном Фотосом. По прибытии в Янина сулиоты были брошены в подземелье, только одному удалось бежать и донести весть в Сули. Сулиоты заняли перевалы, готовые к бою. Не решаясь атаковать Сули, Али начал переговоры со своим заложником Ламбросом Тзавеласом, которому удалось убедить Али, что только он сможет склонить сулиотов к сдаче. Заложником был оставлен сын Ламброса, Фотос. По прибытии в Сули Ламброс возглавил оборону, написав письмо Али, знакомое не одному поколению греческих школьников, так как его записал William Eton:

Али, рад что удалось обмануть тебя, вероломного. Я на месте, чтобы защитить Отечество от вора. Мой сын умрёт, но я отомщу за его смерть. Некоторые турки, вроде тебя, могут сказать что я — безжалостный отец и жертвую сыном ради собственного спасения. Отвечаю, что если ты возьмёшь наши горы, то сможешь убить моего сына со всеми другими членами моей семьи и моими соотечественниками, и я не смогу отмстить. Но если мы победим, у меня будут другие дети, жена моя молодая. Если мой сын не рад принести себя в жертву Отечеству, то он не будет достоин жить и называться моим сыном. Иди, неверный, с нетерпением жду мести. Я, твой заклятый враг, капитан Тзавелас.— William Eton. Survey of the Turkish Empire, in wich are considered the subjection of the Greeks, their efforts towards emancipation and the interests of other nations, particularly of Great Britain, in their success. – 3rd ed. – London, 1801.
Али бросил против Сули 10 тыс. албанцев, которым противостояли 1500 сулиотов, во главе с Ламбросом Тзавеласом и Костасом Боцарисом. После ряда сражений в Киафа погибли, сражаясь до последнего, 16 сулиотов, возглавляемых племянником Ламброса, Кицосом Тзавеласом. После чего в отчаянный бой бросились 300 сулиоток, возглавляемых женой Ламброса, Мосхо Тзавелас. Али бежал из Сули, только треть турко-албанцев вернулись в Янина. Али был вынужден заключить мир и обменять заложников, включая сына Ламброса,Фотоса, на пленных албанцев. Ламброс Тзавелас умер от понесённых ран, и его сын Тзавелас, Фотос возглавил клан Тзавеласов и командование Сули, вместе с кланом Боцарис.
Итальянский художник Липпарини, Людовико отобразил смерть Ламброса на поле боя в 1792 году. Современный английский историк Дуглас Дакин также считает 1792 год годом смерти Ламброса. Но согласно некоторым источникам , Ламброс скончался через 3 года, в 1795 году, и его жена, Мосхо, возглавляла клан до передачи правления их сыну Фотосу.

## Наследие
В 1800 году Али предпринял новый поход против Сули, и сулиоты отражали его атаки 4 месяца.Али, потеряв убитыми 3800 человек, решил сломить Сули голодом.
Почти год сулиоты продолжали держаться.
В 1803 году Али потерпел поражение при Кунги и вновь бежал, поручив своему сыну Вели заключить соглашение с сулиотами, лишь бы ушли.
Заручившись священным для албанца и грека словом «беса» и жизнью албанских пленных, Фотос Тзавелас вывел в декабре 1803 года колонну сулиотов из Сули и переправился на Корфу, находившийся под российским контролем.
Фотос и его сулиоты поступили на службу в сформированные представителем российского императора Г. Мочениго и российским генералом Пападопулосом греческие легионы. После Аустерлица и Тильзитского соглашения 1807 года, Ионические острова были возвращены французам, которые, не забыв осаду Превезы в 1798 году силами Али и казнённых пленных французов, сохранили российские греческие легионы. Фотос продолжил службу у французов. Фотос Тзавелас умер в 1811 году на Керкире, вероятно, отравленный по приказу Али.
В годы Освободительной войны Греции 1821—1829 внук Ламброса Тзавеласа, Кицос, превзойдя деда и отца, стал одной из самых известных и героических фигур этой войны, после воссоздания греческого государства был неоднократно военным министром, а в 1847—1848 — премьер-министром Греции.